# Paradela (Montalegre)
Paradela ist ein Ort und eine ehemalige Gemeinde (Freguesia) im portugiesischen Kreis Montalegre. Die Gemeinde hatte 145 Einwohner (Stand 30. Juni 2011).
Am 29. September 2013 wurden die Gemeinden Paradela, Contim und Fiães do Rio zur neuen Gemeinde União das Freguesias de Paradela, Contim e Fiães zusammengeschlossen. Paradela ist Sitz dieser neu gebildeten Gemeinde.